# Charte des droits de 1689
Pour les articles homonymes, voir Charte des droits et libertés et Bill of Rights.
Lire en ligne

Site officiel

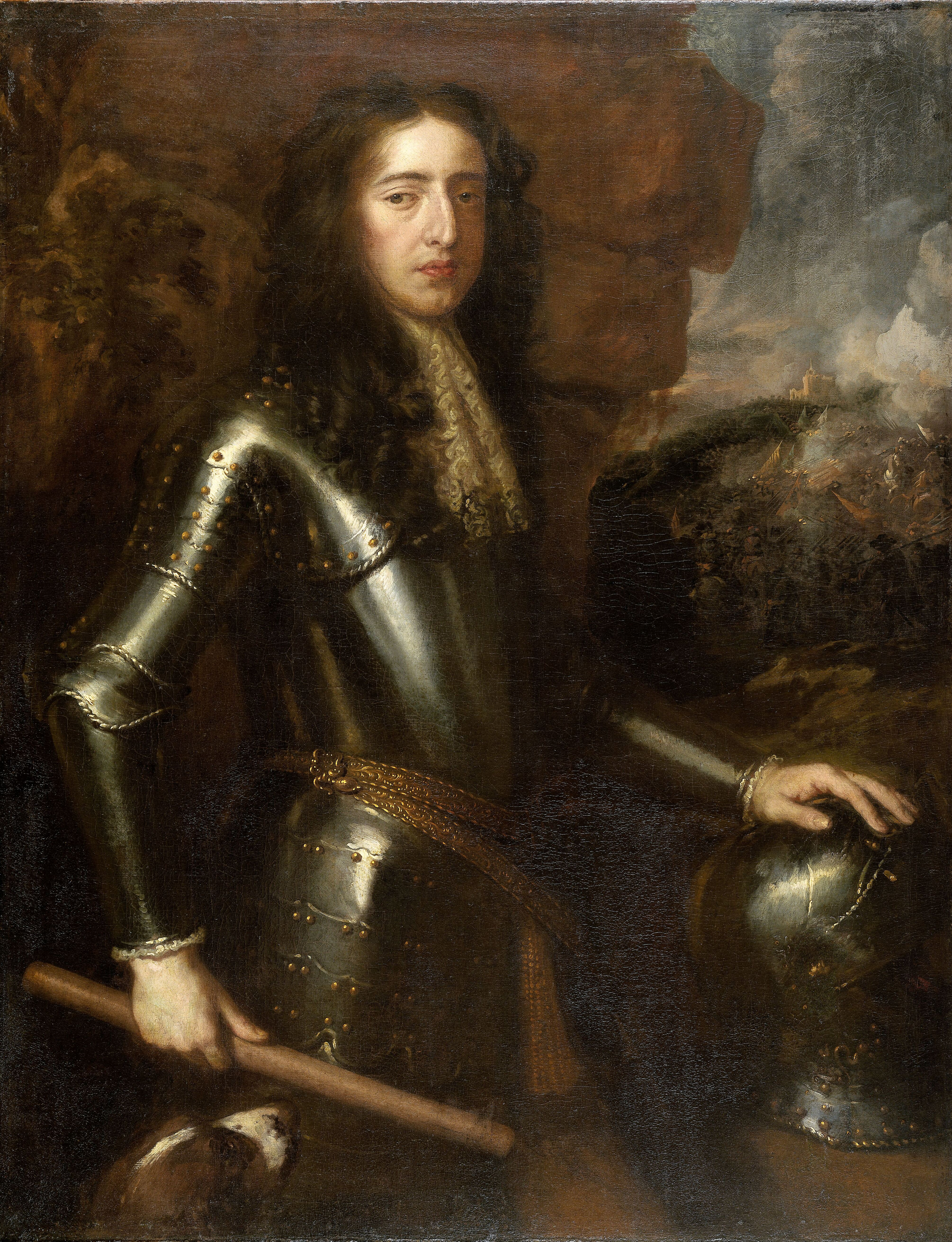
Guillaume III d'Angleterre (1689-1702)

La Charte des droits de 1689 (en anglais : Bill of Rights 1689) est un texte imposé en 1689 aux souverains d'Angleterre (Guillaume III et Marie II) à la suite de la Glorieuse Révolution. Il définit les principes de la monarchie parlementaire en Angleterre.

## Contexte: la Glorieuse Révolution
Après la Première Révolution anglaise (1641-1660) et la période de la république, la monarchie est restaurée en 1660 sous une forme en principe limitée, mais les Stuart, Charles II, puis Jacques II, fils de Charles Ier (exécuté en 1649), s'efforcent de renforcer leurs pouvoirs et tendent vers des pratiques absolutistes (non respect de  l'habeas corpus de 1679 par Jacques II, par exemple). Dans le cas de Jacques II, s'ajoute le fait qu'il est catholique et marié à une princesse italienne. 
La naissance de son fils Jacques François (1688-1766) en juin 1688 déclenche une crise politique dans laquelle intervient Guillaume III d'Orange-Nassau, stathouder des Provinces-Unies et époux de la fille de Jacques II, Marie, reléguée au deuxième rang dans l'ordre de succession par cette naissance.
À la suite de l'invasion de l'Angleterre par l'armée de Guillaume III (novembre 1688), soutenu par une partie des élites anglaises, Jacques II est renversé et exilé (décembre) : Guillaume III prend le pouvoir, mais ce n'est qu'une situation de fait, qu'il faut légitimer en réunissant un Parlement extraordinaire. 
Le Parlement est réuni en janvier 1689 à Londres et accepte (non sans débats) de déclarer le trône vacant et de donner la couronne d'Angleterre à Marie, qui devient Marie II d'Angleterre, et à Guillaume III, avec le statut de co-monarques, au détriment de l'héritier légitime selon l'ordre de succession, Jacques François Stuart . 
En contrepartie à cette atteinte à la règle de succession, le Parlement impose au préalable par la Déclaration des droits un certain nombre de conditions aux deux nouveaux souverains, établissant formellement en Angleterre une monarchie parlementaire, qui remplace la monarchie absolue de droit divin.
Cet ensemble d'événements reçoit par la suite le nom de « Glorieuse Révolution ».

## Statut de la Déclaration des droits de 1689
La Déclaration anglaise des droits de 1689 est une loi du Parlement d'Angleterre intitulé Acte déclarant les droits et les libertés du sujet et mettant en place la succession de la couronne (An Act Declaring the Rights and Liberties of the Subject and Settling the Succession of the Crown). 
Il s’agit d’un des textes fondamentaux du système constitutionnel anglais, aux côtés de la Magna Carta, de la Pétition des droits, de l’Acte d’établissement de 1701 (Act of settlement) et des Actes du Parlement (Acts of Parliament). 
Dès 1689, une loi similaire est votée par le Parlement d'Écosse : la Proclamation des Droits (Claim of Right Act).
La déclaration anglaise est également un des fondements des lois de certains pays du Commonwealth, comme la Nouvelle-Zélande et le Canada.

## Contenu: une avancée des libertés politiques

### Droits individuels
La Déclaration des droits de 1689 affirme que certains droits positifs doivent être détenus par les citoyens et les résidents d’un pays de monarchie constitutionnelle. Elle donne notamment au sujet le droit de s'adresser au monarque sans avoir à craindre de répression (droit de pétition, article 5), ce qui implique une certaine liberté d'expression. Elle l’autorise aussi à porter des armes pour se défendre.

### Organisation constitutionnelle
Elle expose également certaines exigences constitutionnelles : toute action de la part du monarque exige l’assentiment du pays tel qu’il est représenté par le Parlement. À cet égard, elle diffère des autres « déclaration des droits », notamment celle des États-Unis, bien que de nombreux éléments des huit premiers amendements à la Constitution des États-Unis y fassent écho. Cela s’explique en partie par les traditions non codifiées du Royaume-Uni, au moyen desquelles la Déclaration anglaise des droits établit une liste de droits dans le respect du peuple, tel qu’il est représenté au Parlement.
La Déclaration des droits définit les pouvoirs du Parlement dont l'avis est indispensable pour la suspension des lois et leur exécution[pas clair] (article 1), la levée d'un nouvel impôt royal (art. 4), l'entretien d'une armée en temps de paix (art. 6). Elle exige la liberté des élections à la Chambre des communes. Pour contrecarrer toute dérive absolutiste, le Parlement doit être réuni souvent (article 13). 
Cependant, le pays n'est pas encore une démocratie moderne, car seuls les hommes riches peuvent élire les députés de la chambre des Communes.

### Organisation de la justice
L'article 10 complète les dispositions judiciaires de la loi sur l'Habeas Corpus de 1679 en protégeant les accusés de cautions excessives et de peines cruelles. 

## Suites
Guillaume III publie un édit de tolérance religieuse qui ne s'applique cependant qu'à certains dissidents protestants, et pas aux catholiques.
En 1695, la liberté de la presse est garantie en Angleterre.
Au XVIIIe siècle, la monarchie parlementaire du Royaume-Uni de Grande-Bretagne (à partir de la fusion des parlements d'Angleterre et d'Écosse en 1707) est admirée par les penseurs critiques envers la monarchie absolue. Ainsi, Voltaire exprime son admiration pour la liberté d'expression qui règne en Grande-Bretagne dans ses Lettres philosophiques (1734) et dans son Dictionnaire philosophique (1764). Il qualifie le roi de « subarbitre » de la Nation.

## En droit canadien
En vertu de la théorie de la déclaration des droits implicite, certains constitutionnalistes considèrent que le Bill of Rights fait implicitement partie de la Constitution du Canada, en vertu du préambule de la Loi constitutionnelle de 1867 qui dit que le Canada a une constitution similaire à celle du Royaume-Uni. Toutefois, cette théorie demeure plutôt marginale car peu de jugements ont directement recours au Bill of Rights. La Cour suprême du Canada est revenue à la théorie de la charte des droits implicite dans son Renvoi relatif à la rémunération des juges de la Cour provinciale de l'I.P.E..